# Nonagria
Nonagria là một chi bướm đêm thuộc họ Noctuidae.

## Loài
- Nonagria fumea (Hampson, 1902)
- Nonagria grisescens (Hampson, 1910)
- Nonagria intestata Walker, 1856
- Nonagria leucaneura (Hampson, 1910)
- Nonagria lineosa Maassen, 1890
- Nonagria monilis Maassen, 1890
- Nonagria puengeleri (Schawerda, 1924)
- Nonagria typhae (Thunberg, 1784)